# Juan Martínez Montañés

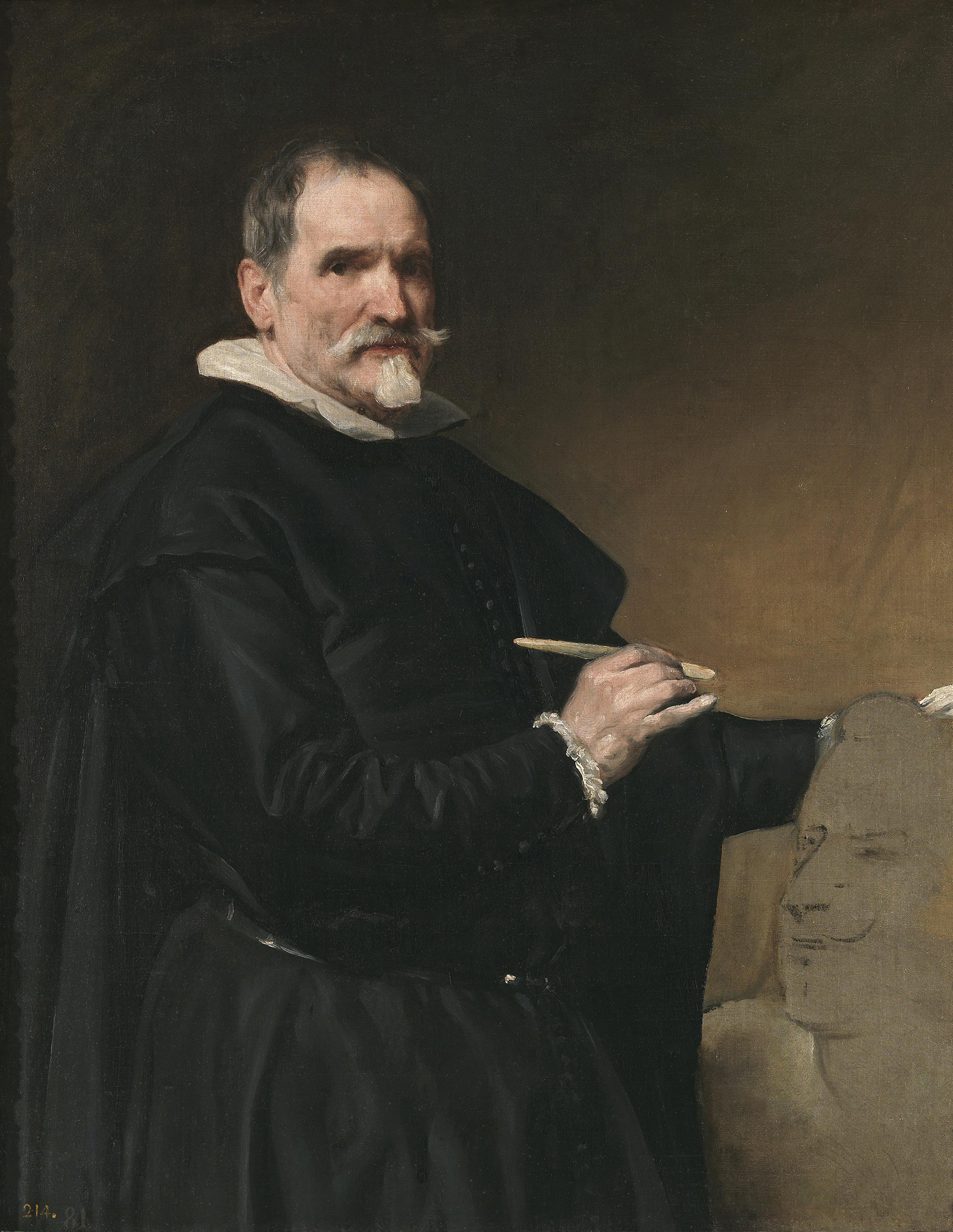
Porträt Juan Martínez Montañés von Diego Rodríguez de Silva y Velázquez (1635–36), Öl auf Leinwand, 110,5 × 87,5 cm, Museo del Prado

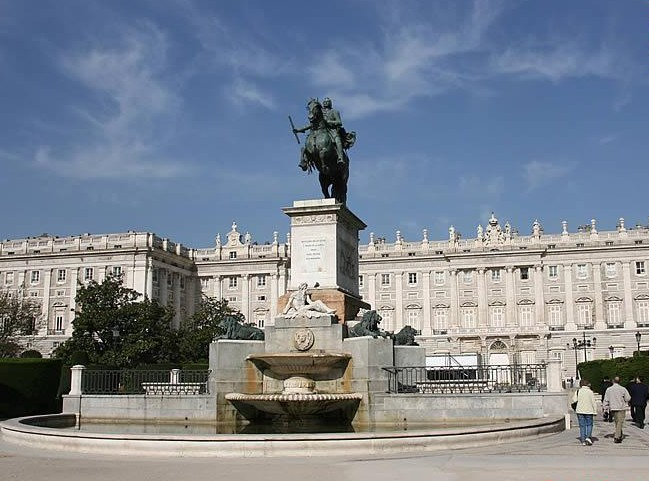
Die Plaza de Oriente mit dem Monumento a Felipe IV. von Pietro Tacca, dahinter der Palacio Real

Juan Martínez Montañés (getauft am 16. März 1568 in Alcalá la Real; † 18. Juni 1649 in Sevilla) war ein spanischer Bildhauer des Barock. Er gilt als der wichtigste Vertreter der polychromen Skulptur in Spaniens Siglo de Oro. Im Paragone sprach er sich für die Suprematie der Bildhauerei über die damals noch untergeordnete Malerei aus.

## Leben
Martínez Montañés wurde in Alcalá la Real in Andalusien als Sohn von Juan Martínez und Marta González geboren und erzogen. 1579 oder 1580 begann er eine Ausbildung zum Bildhauer bei Pablo de Rojas in Granada. Er arbeitete den größten Teil seines Lebens in Sevilla, wo er sich vermutlich 1582 erstmals aufhielt. 1587 heiratete er die vermutlich 16-jährige Ana de Villegas, mit der er fünf Kinder hatte (diese waren: Schwester Mariana de San Augustín, Dominikanerin; Bernardino Martínez Montañés, Franziskaner; José Martínez de Iniesta, Presbyter; sowie Rodrigo Martínez und Catalina de Villegas). In Sevilla machte er bei der Ausführung künstlerischer Aufträge bereits früh Bekanntschaft mit Diego Velázquez und dessen Lehrmeister Francisco Pacheco del Río. 1588 legte er ein Examen vor den Kirchenbauaufsehern (Alcaldes Veedores de Escultores y Entalladores) Gaspar del Aguila und Miguel Adán ab.
Am 2. oder 3. August 1591 war Martínez Montañés an einem Mord beteiligt und verbrachte darauf zwei Jahre im Gefängnis, bis er nach Zahlung einer Entschädigung an die Witwe eines gewissen Luis Sánchez deren Vergebung erhielt. 1592 wurde er darauf Mitglied der Bruderschaft Cofradía del Dulce Nombre de Jesús. Zwischen 1601 und 1602 bezog er eigene Häuser in der Calle de la Muela im Stadtteil Santa Maria Magdalena von Sevilla, zuvor befand sich sein wechselndes Domizil in den Stadtteilen (collaciones) San Vicente, Santa Maria Magdalena (Plazuela del Campanario), San Lorenzo (1593, Arquillo de los Roelas) und El Salvador (1593). 1607 war er an einem Gerichtsfall rund um Steuerzahlungen (alcabala) beteiligt.
1614 heiratete Martínez Montañés in zweiter Ehe Catalina de Sandoval, mit der er sieben Kinder hatte (diese waren: Fernando Martínez Montañés de Uzanqui, Relator an der Audiencia de Sevilla; Doña Mariana; Juan Francisco Martínez Montañés, Amerikareisender; Doña Ana Micaela; José Ignacio Fernández; Teresa de Salcedo; sowie der Kleriker Hermenegildo).
1620 belegte Martínez Montañés seine Limpieza de sangre, womit er, zumindest formal, den Nachweis führte, dass er keine jüdischen oder muslimischen Vorfahren hatte. 1621 geriet er in einen Konflikt mit den benachteiligten Malern, die mit einer Klage vor der Real Audiencia drohten. Ab Juni 1635 hielt er sich über sieben Monate am königlichen Hof in Madrid auf, wo er für ein Reiterstandbild von Felipe IV. einen Entwurf anfertigte (siehe Bild oben), wofür er vier Jahre später 400 Ducados erhielt. Die Annahme, dass das vermutlich unvollendete Porträt den Maler Alonso Cano zeigt, wurde von Carl Justi widerlegt.
Den Auftrag zur Anfertigung der Büste bekam er von Gaspar Guzmán y Pimentel, der auch als Conde-Duque de Olivares bekannt war, und als Günstling (valido) des Königs galt. Die aus Ton hergestellte Büste wurde am 23. Januar 1636 an den Florentiner Bildhauer Pietro Tacca gesendet, der unter Einbezug dieser Vorlage in Italien ein technisch anspruchsvolles, weil nur auf den Hinterbeinen ruhendes, Reiterstandbild aus Bronze gießen ließ. Nachdem es über Livorno ausgeschifft worden war, wurde es nach Verzögerungen am 29. Oktober 1642 im Jardin de la Reina aufgestellt und steht seit 1844 auf der Plaza de Oriente.
Er arbeitete mit Holz, auf das er dann Farbe auftrug. Martínez Montañés schuf eine Anzahl eindrucksvoller Altäre für die Kathedrale von Sevilla und benachbarte Kirchen (1607–20). Er zeichnete sich durch die realistische Darstellung der Christusfigur aus. Montañés, der „spanische Michelangelo“, starb am 18. Juni 1649 an der Pest. Er hatte die Sevillaner Bildhauerschule und allgemein die Kunst und Ästhetik in Sevilla und damit im spanischen Weltreich geprägt wie kein anderer.

## Werke (Auswahl)

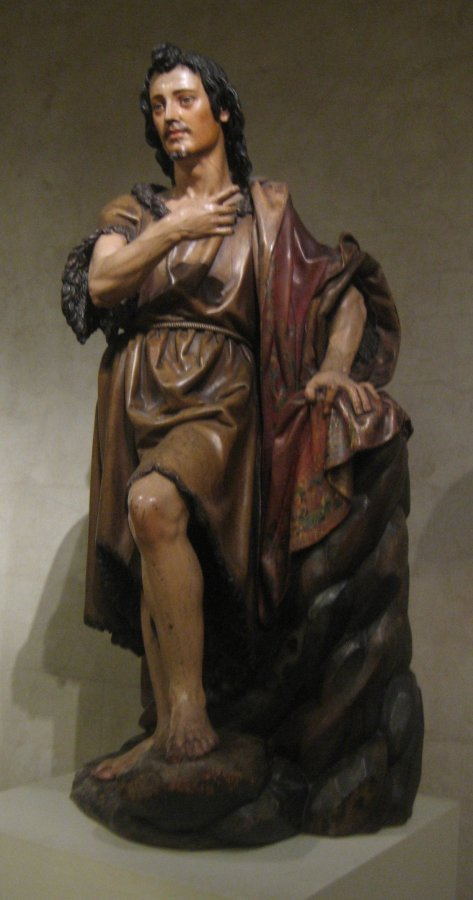
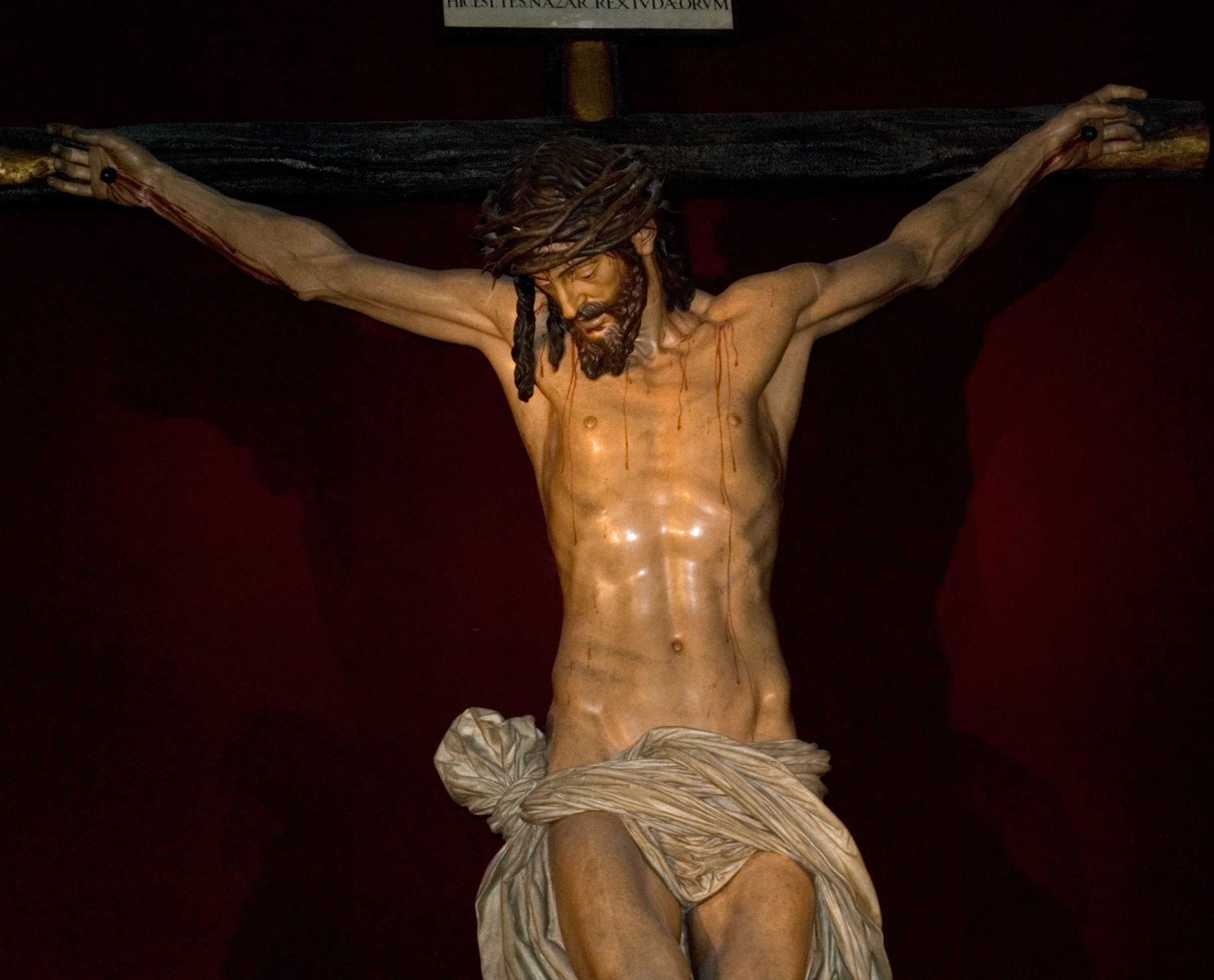
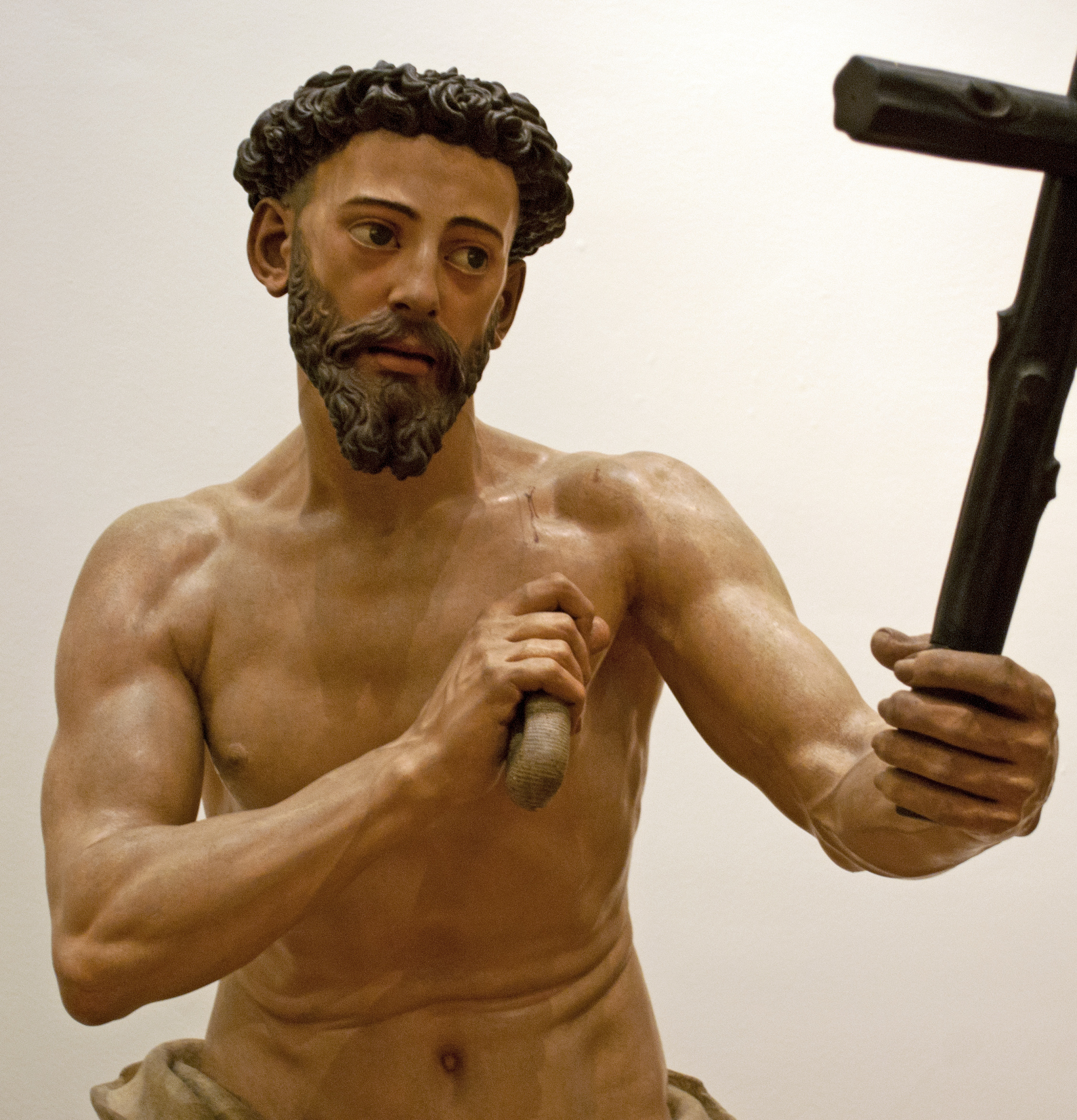
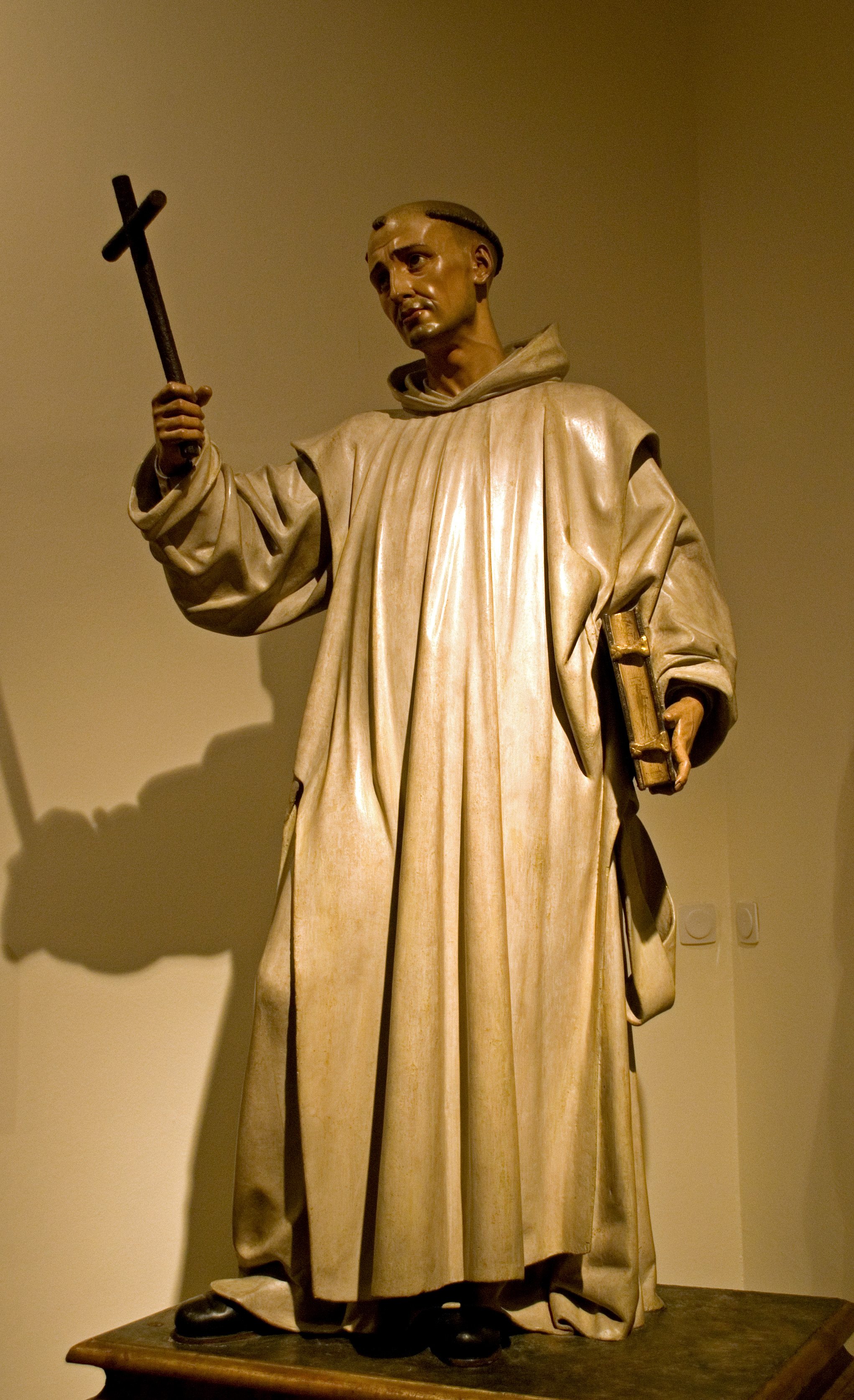
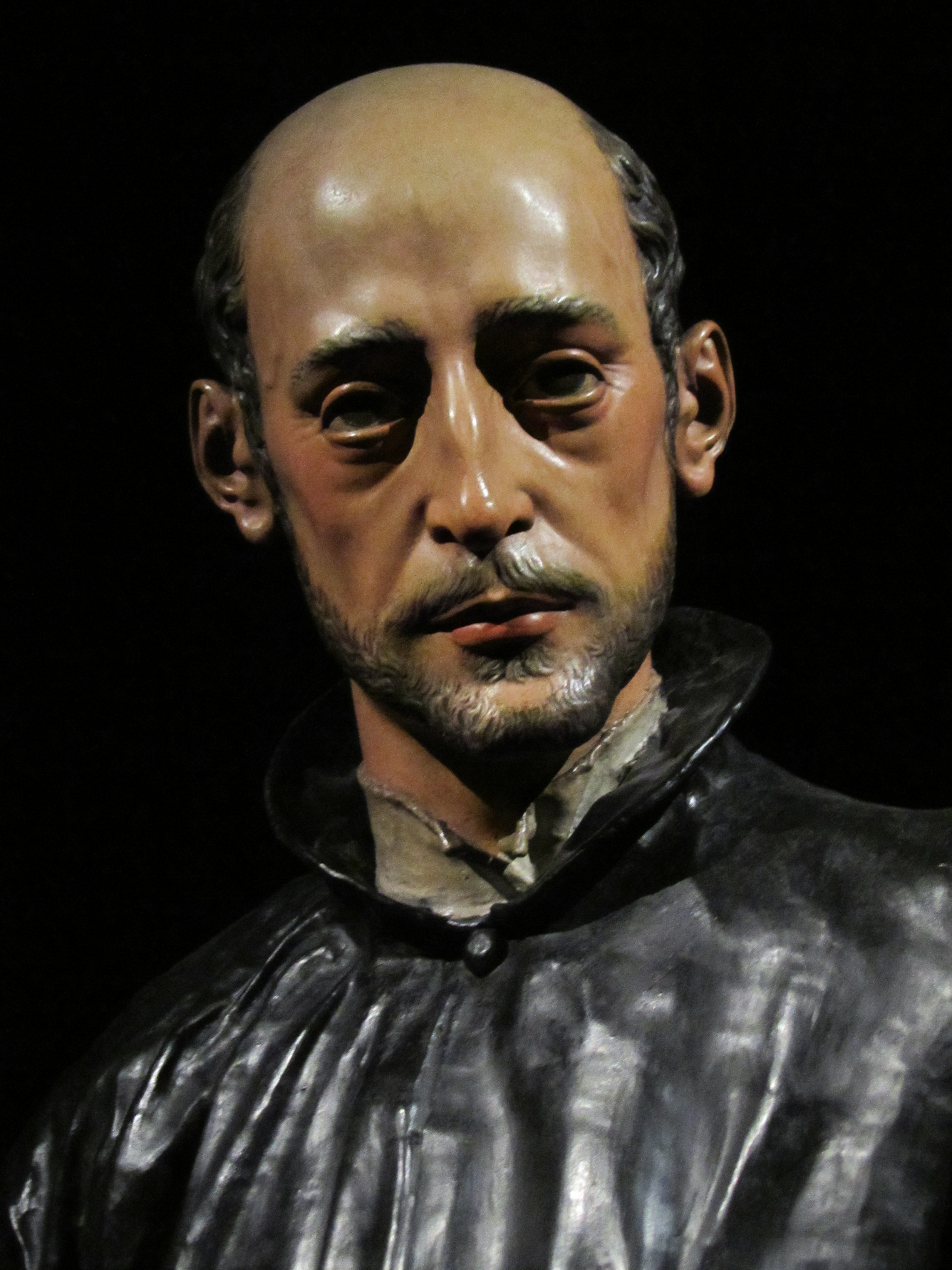
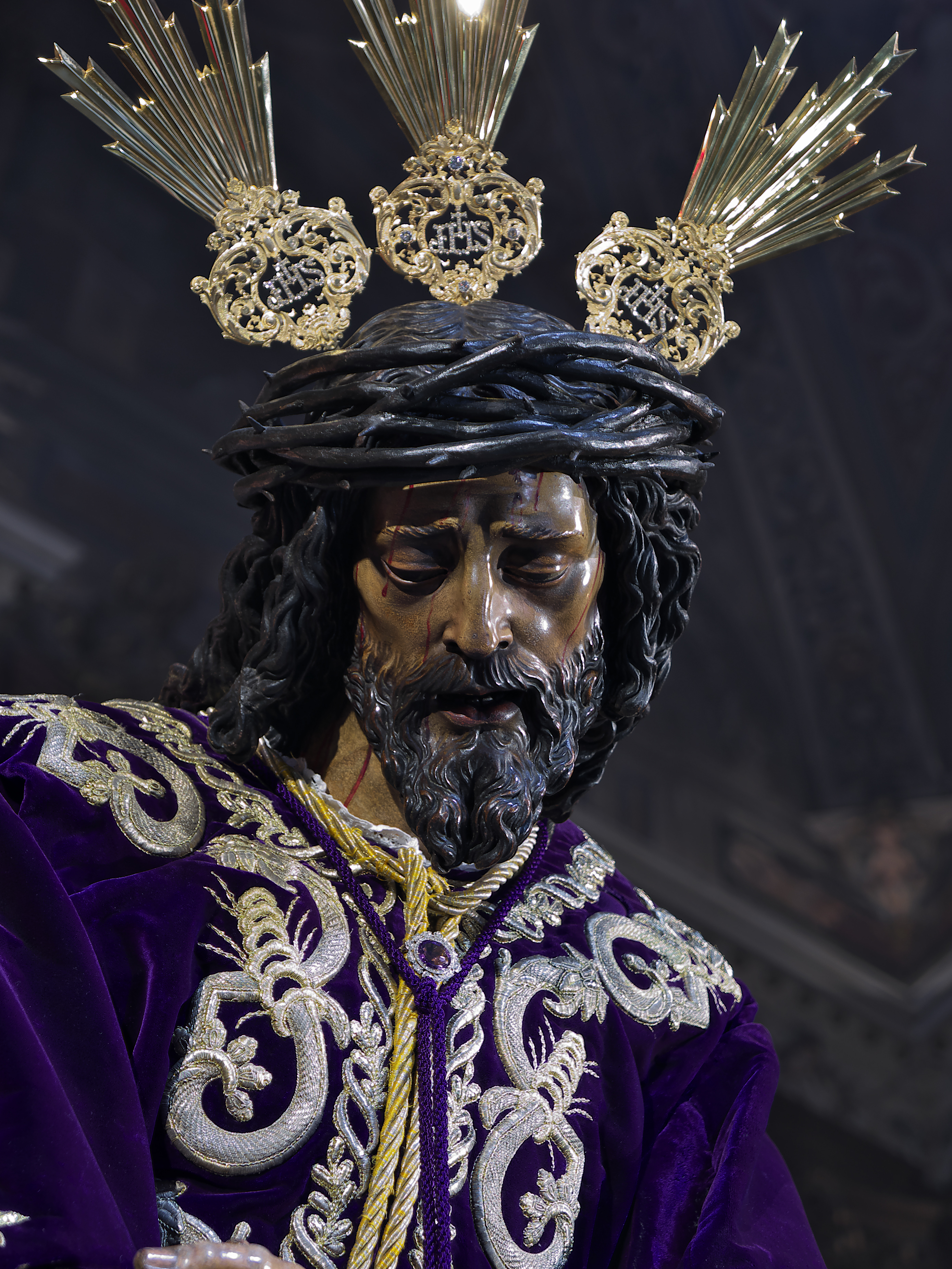